# Jebli
Le jebli est un dialecte arabe parlé au Nord du Maroc. Il fait partie des parlers préhilaliens (en) et est surtout parlé par les Jbala, dont le territoire d'origine s'étend du détroit de Gibraltar au couloir de Taza. Le jebli est influencé par le berbère, le castillan et, dans une moindre mesure, le portugais.

## Histoire
Le jebli est originellement parlé par les Berbères Ghomara arabisés du Rif occidental, dont descendent les Jbala et les actuels Ghomaras. Cette arabisation est véritablement entamée au Xe siècle, ce qui fait de cette population berbère l'une des plus précocement arabisées, bien avant l'arrivée des Hilaliens, d'où le dialecte jebli particulier, comportant des traces d'arabe ancien, comparé aux dialectes arabes voisins. Le jebli garde également de nombreuses traces de berbère, aussi bien dans la phonétique que dans le lexique. Cette arabisation précoce s'explique principalement par la situation de la région, voie de passage entre les espaces arabophones que sont la région de Fès et al-Andalus, mais aussi par l'afflux d'Idrissides fuyant les persécutions fatimides et omeyyades. Aux siècles suivants, d'autres influences s'ajoutent, notamment celles de la péninsule Ibérique voisine : le castillan et le portugais. La situation du jebli est comparable à celle des autres parlers préhilaliens (en) de type « villageois ».

## Répartition géographique
Le jebli est aujourd'hui principalement parlé par les Jbala, mais aussi par les Ghomara, les Rifains et les Sanhaja de Srayr arabophones, ainsi que par les Maghraoua, les Meknassa et les Ghiata. L'ensemble de ces populations se situe au Nord du Maroc, dans le Prérif et le Rif occidental, ainsi que dans le couloir de Taza. L'influence du jebli se fait également ressentir sur les parlers du Fahs et du Sahel, soit le littoral entre Tanger et Larache.

## Prononciation
La prononciation du jebli est fortement marquée par l'existence d'un substrat berbère. Ainsi, on note une spirantisation, par exemple de [t] vers [θ], ou encore un assourdissement, par exemple de [dˤ] vers [tˤ], de certaines consonnes, mais également, chez certaines tribus, l'affrication des pré-palatales ou encore la palatisation de [k] en [ç]. Par ailleurs, de nouveaux phonèmes s'ajoutent, comme [v] et [p].

## Grammaire
Parmi les caractéristiques morphologiques du jebli se trouve l'utilisation de morphèmes empruntés au berbère. Ainsi, au présent, les préformantes a- ou la- (anakul, lanakul : « je mange ») sont directement issues du berbère. De même, la construction syntaxique des phrases témoigne de l'existence d'un substrat berbère qui rend la phrase parfois éloignée de l'arabe littéral. En outre, il existe des influences ibéro-romanes (castillan, portugais) plus tardives, après l'arrivée de populations de la péninsule Ibérique, tel le suffixe -iš, fréquent dans les noms de villages et de lignages, à rapprocher du castillan -ez et du portugais -es.

## Lexique
Le lexique jebli conserve des termes issus d'un arabe archaïque comme ṭfol (de ṭifl, « enfant »), ḥami   (de ḥāmī, « chaud ») ou jro (de jarw, « chiot »). L'originalité de ce lexique arabe est son aspect plus citadin que bédouin, contrastant avec le lexique hilalien typiquement bédouin. Il existe également des influences du berbère, parfois par des emprunts directs comme asallas (« obscurité ») ou yemma (« mère »). Enfin, et dans une moindre mesure, des mots d'origine latine enrichissent également le lexique jebli.